# Indywidualne Mistrzostwa Szwecji na Żużlu 1959
Indywidualne Mistrzostwa Szwecji na Żużlu 1959 – cykl turniejów żużlowych, mających wyłonić najlepszych żużlowców szwedzkich. Tytuł wywalczył Rune Sörmander (Dackarna Målilla). 

## Finał
- Göteborg, 25 września 1959

| Msc. | Zawodnik          | Klub                 | Pkt |  |  |
| ---- | ----------------- | -------------------- | --- |  |  |
| 1    | Rune Sörmander    | Dackarna Målilla     | 15  |  |  |
| 2    | Ove Fundin        | Kaparna Göteborg     | 14  |  |  |
| 3    | Olle Nygren       | Monarkerna Sztokholm | 13  |  |  |
| 4    | Evert Andersson   | Dackarna Målilla     | 11  |  |  |
| 5    | Arne Carlsson     | Kaparna Göteborg     | 10  |  |  |
| 6    | Ulf Ericsson      | Monarkerna Sztokholm | 7   |  |  |
| 7    | Göran Carlsson    | Kaparna Göteborg     | 7   |  |  |
| 8    | Allan Nilsson     | Dackarna Målilla     | 7   |  |  |
| 9    | Per Tage Svensson | Vargarna Norrköping  | 7   |  |  |
| 10   | Kjell Wårenius    | Monarkerna Sztokholm | 6   |  |  |
| 11   | Hans Hallberg     | Getingarna Sztokholm | 4   |  |  |
| 12   | Stig Pramberg     | Vargarna Norrköping  | 4   |  |  |
| 13   | Alf Jonsson       | Dackarna Målilla     | 4   |  |  |
| 14   | Olle Segerström   | Kaparna Göteborg     | 4   |  |  |
| 15   | Åke Andersson     | Dackarna Målilla     | 3   |  |  |
| 16   | Sören Sjösten     | Folkare MK Avesta    | 2   |  |  |
|      | rez. Joel Jansson | Vargarna Norrköping  | 1   |  |  |